# 13332 Benkhoff
13332 Benkhoff este un asteroid din centura principală de asteroizi.

## Descriere
13332 Benkhoff este un asteroid din centura principală de asteroizi. A fost descoperit pe 17 septembrie 1998 la Stația Anderson Mesa în cadrul programului LONEOS. Asteroidul prezintă o orbită caracterizată de o semiaxă mare de 2,84 ua, o excentricitate de 0,06 și o înclinație de 2,3° în raport cu ecliptica.